# シャリヴァリ
シャリヴァリ（フランス語: Charivari）とは、民俗的嘲笑儀礼の一つ。抗議活動や暴動の中で発生し、個人の権利や集団の自治を示すために行われる。共同体の決まり事を破った者を罰する。